# Copa Mundial VIVA 2008
La Copa Mundial VIVA Laponia 2008 fue la II edición de la Copa Mundial VIVA organizada por la NF-Board en conjunto con la Asociación de Fútbol de Laponia. Está edición del evento se realizó en Gällivare, condado de Norrbotten en el norte de Suecia, del 7 al 13 de julio.
El equipo vencedor del trofeo Nelson Mandela fue Padania.

## Equipos participantes
Debido al estatuto original del torneo, los equipos son admitidos sin necesidad de disputar una clasificación previa. Debido a que la NF-Board no posee la misma capacidad para congregar selecciones que la FIFA, solo participaron 5 selecciones de las 8 esperadas.
En cursiva los equipos debutantes.
| Equipos participantes | Equipos participantes | Equipos participantes |
| --------------------- | --------------------- | --------------------- |
| Kurdistán             | Padania               | Laponia               |
| Provenza              | Pueblo Arameo         |                       |

Asimismo, se especuló con la posibilidad de una participación por parte de otras regiones y pueblos, pero no se terminaron confirmando. Algunas de las selecciones interesadas eran las del pueblo Masái, Papúa Occidental, Zanzíbar, Tíbet, Isla de Gozo, Groenlandia y Rijeka entre otras.

## Organización
La organización del Mundial VIVA corre a cargo de la NF-Board, que se encarga de invitar a las regiones interesadas. En esta edición ha habido algunas novedades, siendo la más destacable la presencia de un torneo femenino entre las selecciones de Laponia y Kurdistán.
Los equipos juegan en un grupo único. Los 2 primeros se clasificarán a la final, y también hay un partido para decidir el tercer y cuarto puesto entre los equipos que quedaron en dichas posiciones durante la liguilla regular. Los premios se otorgaron en el Grand Hotel Lapland de Gällivare.

## Sedes
El mundial, celebrado en Laponia, contó con 2 sedes: las ciudades de Gällivare y Malmberget, que se encuentran en el Condado de Norrbotten al norte de Suecia.
| Ciudad     | Estadio            | Capacidad |
| ---------- | ------------------ | --------- |
| Gällivare  | Gällivare Stadium  | -         |
| Malmberget | Malmberget Stadium | -         |

## Resultados masculino

### Fase regular
Todos los horarios son horario de verano de Europa Central (UTC + 2)
| 07 de julio de 2008 | Laponia                  | 2-2 | Kurdistán                 | Gällivare Stadium, Gällivare                              |                                                           |
| 23:00               | Eira 50' · Bertelsen 63' |     | Khandan 40' · Halgurd 70' | Asistencia: 1.300 espectadores Árbitro(s): Johnny Nielsen | Asistencia: 1.300 espectadores Árbitro(s): Johnny Nielsen |

| 08 de julio de 2008 | Provenza     | 1-6 | Padania                                                                  | Gällivare Stadium, Gällivare                         |                                                      |
| 17:00               | Giordano 23' |     | Cossato 7' · Salandra 34', 45' (pen.) · Ligarotti 36', 80' · Ferrari 90' | Asistencia: 600 espectadores Árbitro(s): Ragnar Dahl | Asistencia: 600 espectadores Árbitro(s): Ragnar Dahl |

| 09 de julio de 2008 | Provenza | 0-3 | Kurdistán                         | Malmberget Stadium, Malmberget                       |                                                      |
| 13:00               |          |     | Rahman 55' · Halgurd 90+1', 90+3' | Asistencia: 600 espectadores Árbitro(s): Mikkel Sara | Asistencia: 600 espectadores Árbitro(s): Mikkel Sara |

| 09 de julio de 2008 | Pueblo Arameo | 1-0 | Laponia | Gällivare Stadium, Gällivare                           |                                                        |
| 17:00               | Yüksel 62'    |     |         | Asistencia: 1.000 espectadores Árbitro(s): Ragnar Dahl | Asistencia: 1.000 espectadores Árbitro(s): Ragnar Dahl |

| 10 de julio de 2008 | Pueblo Arameo                               | 5-0 | Provenza | Malmberget Stadium, Malmberget                           |                                                          |
| 12:00               | Muqdisi 2', 32' · Alan 5' · Kaplan 65', 81' |     |          | Asistencia: 30 espectadores Árbitro(s): Jorgen Klippmark | Asistencia: 30 espectadores Árbitro(s): Jorgen Klippmark |

| 10 de julio de 2008 | Padania                            | 2-1 | Kurdistán | Gällivare Stadium, Gällivare                              |                                                           |
| 17:00               | Gentilini 9' · Salandra 26' (pen.) |     | Aziz 41'  | Asistencia: 1.100 espectadores Árbitro(s): Johnny Nielsen | Asistencia: 1.100 espectadores Árbitro(s): Johnny Nielsen |

| 11 de julio de 2008 | Laponia | 0-2 | Padania                     | Malmberget Stadium, Malmberget                       |                                                      |
| 13:00               |         |     | Cossato 82' · Ligarotti 85' | Asistencia: 400 espectadores Árbitro(s): Ragnar Dahl | Asistencia: 400 espectadores Árbitro(s): Ragnar Dahl |

| 11 de julio de 2008 | Kurdistán | 0-0 | Pueblo Arameo | Gällivare Stadium, Gällivare                              |                                                           |
| 17:00               |           |     |               | Asistencia: 700 espectadores Árbitro(s): Per Anders Blind | Asistencia: 700 espectadores Árbitro(s): Per Anders Blind |

| 12 de julio de 2008 | Padania                                            | 4-1 | Pueblo Arameo      | Malmberget Stadium, Malmberget                            |                                                           |
| 12:00               | Cossato 18' · D'Alessandro 40', 90' · Salandra 73' |     | Muqdisi 64' (pen.) | Asistencia: 150 espectadores Árbitro(s): Per Anders Blind | Asistencia: 150 espectadores Árbitro(s): Per Anders Blind |

| 12 de julio de 2008 | Laponia                                    | 4-2 | Provenza         | Gällivare Stadium, Gällivare                            |                                                         |
| 16:00               | Eira 3' · Eira 7' · Logje 28' · Dreyer 83' |     | Giordano 5', 14' | Asistencia: 800 espectadores Árbitro(s): Johnny Nielsen | Asistencia: 800 espectadores Árbitro(s): Johnny Nielsen |

### Clasificación
| Equipo           | Pts | PJ | PG | PE | PP | GF | GC | Dif |
| ---------------- | --- | -- | -- | -- | -- | -- | -- | --- |
| Padania          | 12  | 4  | 4  | 0  | 0  | 14 | 3  | +11 |
| Pueblo Arameo    | 7   | 4  | 2  | 1  | 1  | 7  | 4  | +3  |
| Kurdistán Iraquí | 5   | 4  | 1  | 2  | 1  | 6  | 4  | +2  |
| Laponia          | 4   | 4  | 1  | 1  | 2  | 6  | 7  | -1  |
| Provenza         | 0   | 4  | 0  | 0  | 4  | 3  | 18 | -15 |

### Tercer y cuarto puesto
| 13 de julio de 2008 | Kurdistán | 1-3 | Laponia                    | Malmberget Stadium, Malmberget                          |                                                         |
| 11:00               | Jalal 90' |     | Eira 6', 32' · Stangnes 8' | Asistencia: 400 espectadores Árbitro(s): Johnny Nielsen | Asistencia: 400 espectadores Árbitro(s): Johnny Nielsen |

### Final
| 13 de julio de 2008 | Padania                    | 2-0 | Pueblo Arameo | Gällivare Stadium, Gällivare                            |                                                         |
| 20:00               | Colombo 9' · Ligarotti 14' |     |               | Asistencia: 1.400 espectadores Árbitro(s): Monty Rieman | Asistencia: 1.400 espectadores Árbitro(s): Monty Rieman |

| Padania         |
| Campeón PADANIA |
| Primer título   |

## Resultados femenino
Todos los horarios son horario de verano de Europa Central (UTC + 2)
| 10 de julio de 2008 | Laponia                       | 4-0 | Kurdistán | Malmberget Stadium, Malmberget |  |
| 18:00               | Gry Keskitalo Skulbørstad (4) |     |           |                                |  |

| 13 de julio de 2008 | Laponia | 11-1 | Kurdistán | Gällivare Stadium, Gällivare |  |
| 14:00               | Gry Keskitalo Skulbørstad (5) · Mia Carina Eira (2) · Marlen Hallen · Magdalena Esseryd · Mia Oscarsson · Ragnhild Fosshaug |      |           |                              |  |

|                 |
| Campeón LAPONIA |
| Primer título   |

## Goleadores

### Masculino
| Jugador           | Selección | Goles |
| ----------------- | --------- | ----- |
| Stefano Salandra  | Padania   | 4     |
| Giordan Ligarotti | Padania   | 4     |

### Femenino
| Jugador                   | Selección | Goles |
| ------------------------- | --------- | ----- |
| Gry Keskitalo Skulbørstad | Laponia   | 9     |

## Clasificación final
| Pos | Equipo        | PJ | PG | PE | PP | GF | GC | DG  | Pts |
| --- | ------------- | -- | -- | -- | -- | -- | -- | --- | --- |
| 1   | Padania       | 5  | 5  | 0  | 0  | 16 | 3  | +13 | 15  |
| 2   | Pueblo Arameo | 5  | 2  | 1  | 2  | 7  | 6  | +1  | 7   |
| 3   | Laponia       | 5  | 2  | 1  | 2  | 9  | 8  | +1  | 7   |
| 4   | Kurdistán     | 5  | 1  | 2  | 2  | 7  | 7  | 0   | 5   |
| 5   | Provenza      | 4  | 0  | 0  | 4  | 3  | 18 | -15 | 0   |